# Nummuliten

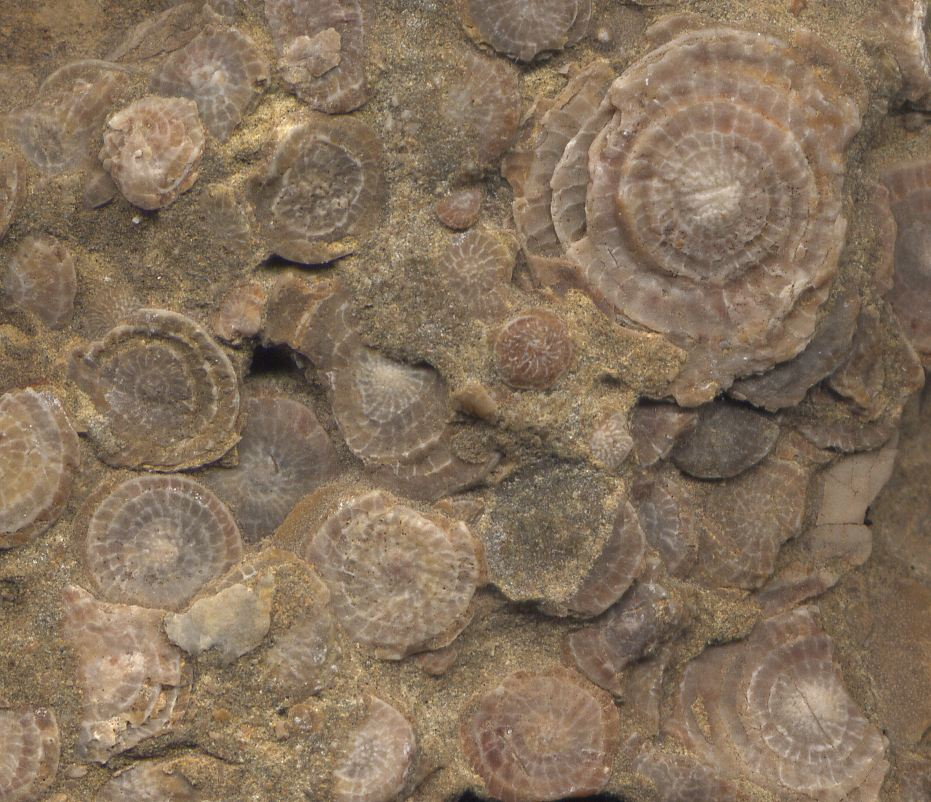
Nummulitenkalk. Die Gehäuse zeigen die typische planspiralig gewundene, runde Gestalt und den durch Zwischenwände gekammerten inneren Bau (Bildausschnitt 3 × 4 cm)

Nummuliten (Nummulitidae), im Volksmund auch „Münz(en)steine“ genannt, sind eine Familie kreisrunder oder elliptisch geformter Einzeller aus der Gruppe der Foraminiferen (Foraminifera), in der Ordnung der Rotaliida.

## Beschreibung
Bei den Nummuliten handelt es sich um Großforaminiferen, die typischerweise 1 bis 2 Zentimeter im Durchmesser erreichen können.
Die größte rezente Art erreicht bis zu 13 Zentimeter (Cycloclypeus carpenteri), fossile Nummulitidae erreichten eine Größe von bis zu 16 Zentimetern. Die Gehäuse sind bikonvexe Scheiben, mehrkammerig und meist planspiral. Die Kammerwände bilden mit dem Kiel ein komplexes Kanalsystem, das von Cytoplasma ausgefüllt ist.

## Lebensweise
Nummulitidae zählen zu den sogenannten Großforaminiferen, leben in warmen Flachmeeren und beherbergen unbeschalte Diatomeen als Endosymbionten (Zooxanthellen). Es wird angenommen, dass ihre Ontogenese über 100 Jahre dauert.

## Systematik
Die kreisrunde Gestalt der Gehäuse hat der Familie zu ihrem Namen verholfen, von lateinisch nummulus „kleines Geldstück“.
Heute umfasst die Gruppe noch 11 Arten in 8 Gattungen:
- Nummulites
- Cycloclypeus
- Heterocyclina
- Heterostegina
- Operculina
- Operculinella
- Planoperculina
- Planostegina

Ausgestorbene Gattungen (Auswahl):
- Assilina
- Camerina
- Spiroclypeus

## Fossile Nummuliten
Die Familie tritt in der obersten Kreide fossil in Erscheinung und erlebte ihre Blütezeit im frühen Tertiär, hier vor allem in der Tethys.
Im Paläogen (Alttertiär) war die Gruppe besonders artenreich vertreten und bildete die sogenannten Nummulitenkalke aus. Die Gattungen Assilina (†) und Nummulites sind Leitfossilien des Tertiärs.
Die kalkigen Schalen der Nummuliten konnten sich nach deren Tod in erdgeschichtlicher Vergangenheit zu so großen Massen anhäufen, dass sie gesteinsbildend wurden, so beispielsweise bei den Nummulitenkalken aus dem Alttertiär. Steinbrüche in der Nähe lieferten die Blöcke aus eozänem graugelbem, feinfossilem bzw. grauem, grobfossilem Nummulitenkalkstein, mit dem annähernd 60 % der Pyramiden von Gizeh erbaut wurden. Auch der felsige Untergrund besteht aus sehr festem Nummulitenkalkstein.  Als Herodot Ägypten besuchte, hielt er die Nummuliten für versteinerte Linsen, Reste der Mahlzeiten der Pyramidenarbeiter. Diese Deutung als „steinerne Linsen“ (Linsensteine) ist auch in Mitteleuropa belegt, etwa in Guttaring in Kärnten, wo man leicht unzählige Nummuliten im Lehmboden findet und ein sogenanntes Feld der steinernen Linsen ausgewiesen ist.
Im Voralpengebiet in Bayern wurden Nummulitenkalksteine wie unter anderem der sogenannte Enzenauer Marmor für historische Bauwerke verwendet.